# Raimo Tenhunen
Raimo Antero Tenhunen, född 17 november 1934 i Kiuruvesi, död 27 augusti 2017 i Helsingfors, var en finländsk läkare.
Tenhunen blev medicine och kirurgie doktor 1966 och utnämndes 1971 till docent i klinisk kemi vid Helsingfors universitet. Åren 1973–1999 var han, under olika tjänstebeteckningar, föreståndare för Helsingfors universitetscentralsjukhus centrallaboratorium.
Tenhunens vetenskapliga produktion gällde huvudsakligen hemoglobinets syntes och dess nedbrytningsprodukter samt de därmed sammanhängande porfyrisjukdomarna. Han utvecklade hemin som läkemedel för behandlingen av vissa former av porfyri.
Han förlänades professors titel 1986.